# Flocourt
Flocourt là một xã trong vùng Grand Est, thuộc tỉnh Moselle, quận Metz-Campagne, tổng Pange. Tọa độ địa lý của xã là 48° 58' vĩ độ bắc, 06° 24' kinh độ đông. Flocourt nằm trên độ cao trung bình là 245 mét trên mực nước biển, có điểm thấp nhất là 226 mét và điểm cao nhất là 273 mét. Xã có diện tích 4,53 km², dân số vào thời điểm 1999 là 120 người; mật độ dân số là 26 người/km². Xã nằm về phía đông nam của Metz.

## Thông tin nhân khẩu
| 1962 | 1968 | 1975 | 1982 | 1990 | 1999 |
| ---- | ---- | ---- | ---- | ---- | ---- |
| 124  | 128  | 96   | 104  | 114  | 120  |